# Pomabamba (provincie)
| Pomabamba                                              | Pomabamba                        |
| ------------------------------------------------------ | -------------------------------- |
| Tawllirahu                                             |                                  |
| Harta localizării provinciei în cadrul regiunii Ancash |                                  |
| Informații generale                                    |                                  |
| Nume nativ                                             | Provincia de Pomabamba           |
| Țară                                                   | Peru                             |
| Regiune                                                | Ancash                           |
| Primar                                                 | Ponte (2011-2014)                |
| - Capitală                                             | Pomabamba                        |
| - Suprafață totală                                     | 2973,83 km2                      |
| - Districte                                            | 4                                |
| Populație                                              |                                  |
| An recensământ                                         | 2005                             |
| - Totală                                               | 35 100                           |
| - Densitate                                            | 11,8/km2                         |
| Fus orar                                               | UTC-5                            |
| Sit web                                                | http://www.munipomabamba.gob.pe/ |
| UBIGEO                                                 | 0216                             |
| Modifică text                                          |                                  |

Pomabamba este una dintre cele douăzeci de provincii din regiunea Ancash din Peru. Capitala este orașul Pomabamba. Se învecinează cu provinciile Sihuas, Mariscal Luzuriaga, Yungay și Huaylas și cu regiunea Huánuco.

## Diviziune teritorială

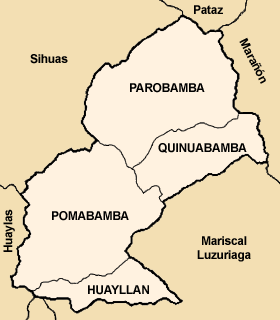
Divizarea provinciei: cele patru districte.

Provincia este divizată în 4 districte (spaniolă: distritos, singular: distrito):
- Pomabamba
- Huayllán
- Parobamba
- Quinuabamba

## Grupuri etnice
Provincia este locuită de către urmași ai populațiilor quechua. Limba Quechua este limba care a fost învățată de către majoritatea populației (procent de 84,83%) în copilărie, iar 14,90% dintre locuitori au vorbit pentru prima dată spaniolă.